# 僕のために泣かないで
「僕のために泣かないで」（ぼくのためになかないで、Woman Don't Cry For Me）は、1976年に発表されたアルバム『33 1/3』に収録されているジョージ・ハリスンの楽曲。

## 解説
1960年代後期にハリスンがDelaney, Bonnie & Friends、エリック・クラプトンとヨーロッパツアーに行った時に書き上げられた楽曲。『オール・シングス・マスト・パス』に収録される予定だったが、実際に発表されたのは1976年になってからであった。